# География Марий Эл

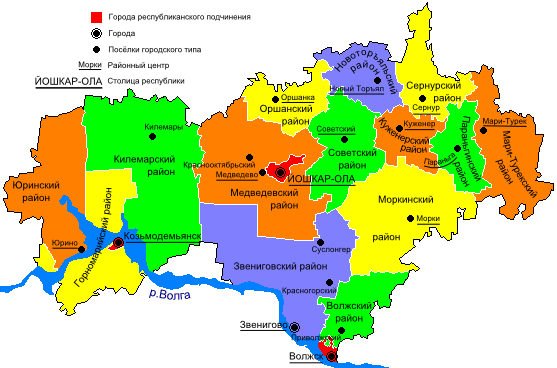
Карта Республики Марий Эл

Респу́блика Мари́й Эл расположена на востоке Восточно-Европейской равнины, в среднем течении Волги. Протяжённость территории с запада на восток — 275,5 километров, с севера на юг — 150 километров. Площадь республики — 23 375 кв. км.

## Гидрология

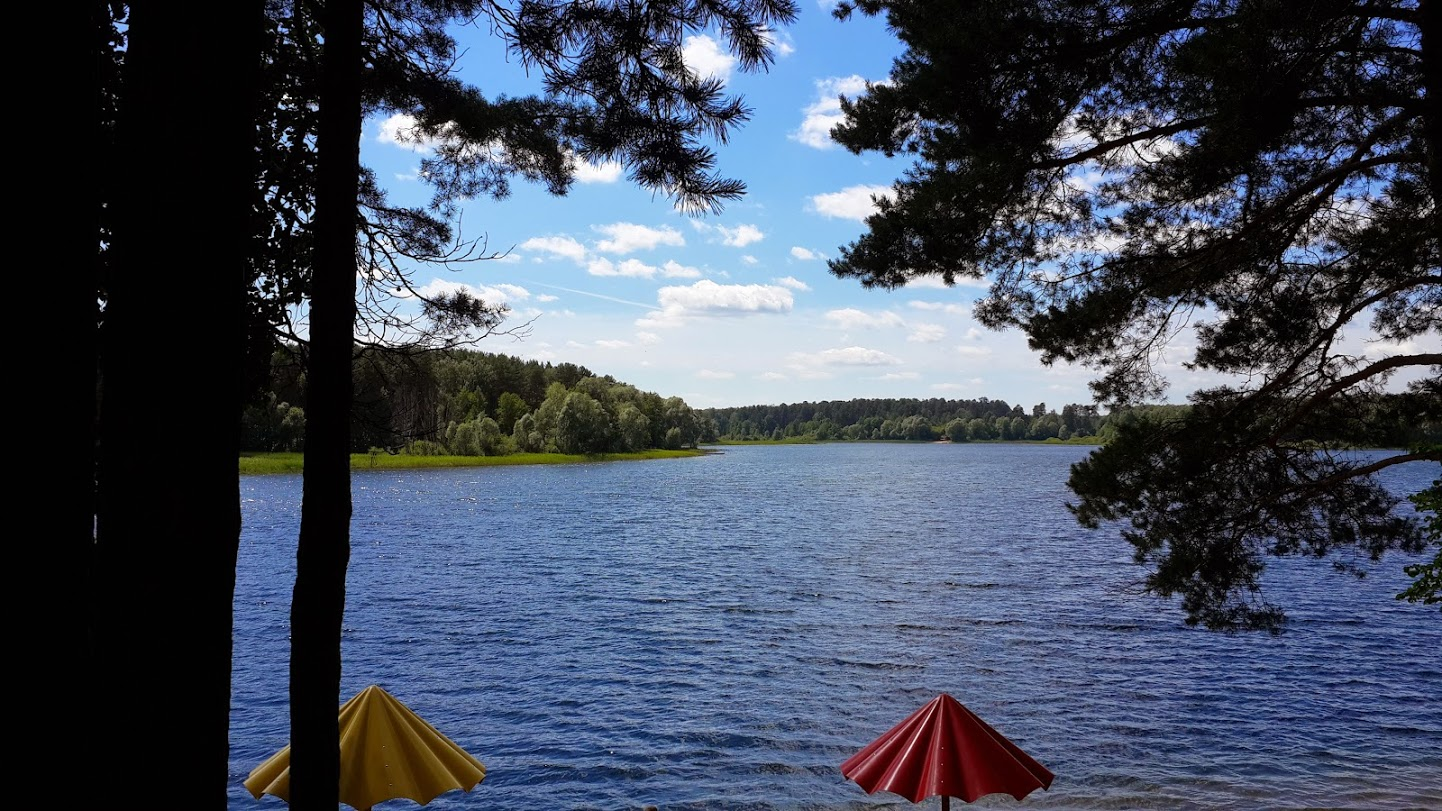
Озеро Яльчик

Большая часть республики приходится на левобережье Волги. Речная сеть Марий Эл состоит из 19 бассейнов и включает 179 рек с длиной водотока более 10 км. Большинство рек протекает среди лесных массивов и имеют смешанный тип питания (50 % из них — за счёт талых снеговых вод). Средняя густота речной сети составляет 0,47 км2, наименьшая — 0, 36 км2 в бассейне реки Ветлуги, а наибольшая — 0,85 км2 в бассейне Малой Юнги. Все реки (кроме Илети) имеют устойчивый ледяной покров. Максимальные уровни подъёма воды на реках Марий Эл отмечаются во 2-й половине апреля, и достигают от 2 до 5,5 м. Спад уровня весеннего половодья плавный — до конца мая, иногда начала июня.
Западную часть левобережья занимает болотистая Марийская низменность. На западе республики Волга принимает крупный приток — Ветлугу. Восточнее по низменности протекают левые притоки Волги, берущие начало на южных склонах Вятских увалов: Малая Кокшага с притоками Малый Кундыш и Большая Ошла, Большая Кокшага с притоком Большой Кундыш, Рутка. В их долинах много лесных озёр.
Восточная часть территории расположена в пределах Вятских увалов (высота до 275 м), здесь встречаются карстовые формы рельефа, поверхность расчленена долинами рек и оврагами. Среди них реки бассейна Вятки: Немда с притоками Лаж, Толмань, Шукшан и др., Буй, Уржумка; левый приток Волги Илеть с притоками Шора, Ировка и Юшут.
На правом берегу Волги расположен лишь один из 14 районов республики — Горномарийский, который занимает северную окраину Приволжской возвышенности. Здесь в Волгу впадают притоки Сура, Сумка, Юнга, Малая Юнга, Сундырь.
На Волге в пределах республики расположены Чебоксарское и Куйбышевское водохранилища.
Полезные ископаемые
Ресурсы: торф, глина, строительный камень, известняки, стекольные и силикатные пески, минеральные источники.

## Климат
Климат умеренно континентальный с длинной холодной зимой и тёплым летом. Средняя температура июля +18…+19 °C. Самая жаркая погода — в середине июля. Воздух прогревается до +24…+26 °C. Абсолютные максимумы температур в июле-августе достигают +38...+39 °C. Осенью погода холодная и влажная с преобладанием сильных пронизывающих ветров и дождей. Возможны ранние заморозки и снег. Ноябрь — самый ветреный месяц. Зима, как правило, начинается в ноябре. Средняя температура января −12… −13 °C. Абсолютные минимумы до -46...-50°C. Самый холодный месяц — январь. Республика Марий Эл — отличное место для занятий зимними видами спорта: лыжи, коньки. Весна, в целом, прохладная и сухая. Среднегодовое количество осадков 450-550 мм.

## Животный и растительный мир
Марий Эл расположена в подтаёжной зоне. Почвы преимущественно дерново-подзолистые, болотные, серые лесные. Смешанные леса (сосна, пихта, ель, берёза) занимают свыше 50 % территории (в основном на западе и в центральных районах). По речным долинам — дубово-липовые леса. Сохранились волк, бурый медведь, лисица, лось, рысь, бобр, крот и др. Боровая и водоплавающая птица.
На территории Марий Эл — национальный парк Марий Чодра, заповедник Большая Кокшага.

## Рекреационный потенциал
В республике остаются уголки нетронутой таёжной природы, которые используются жителями городов республики и соседних регионов для отдыха. Имеется множество пеших туристических маршрутов, конные маршруты, регулярно проводятся водные походы на байдарках по Б. Кокшаге, на озёрах (Яльчик, Таир) и реках построены базы отдыха, санатории и летние лагеря.